# Bourgogne aujourd'hui
Bourgogne aujourd'hui est un magazine indépendant français à diffusion internationale (80 pays) sur les vins de Bourgogne et du Beaujolais. Il fait partie de la sarl EcriVIN dont le siège social se situe à Beaune (21).

## Historique
Le magazine Bourgogne Aujourd'hui est créé en décembre 1994 par Thierry Gaudillère et Christophe Tupinier. La version numérique du magazine est lancée en mai 2013.

## Description
Ce magazine décrit et parle du monde viticole bourguignon, par des thèmes comme actualité, économie, culture, histoire, technique viticole et œnologique, dégustations et guides d’achat en vins, gastronomie.
La rédaction édite également Crémants de France et Beaujolais Aujourd’hui.

## Parution et diffusion
Le magazine est bimestriel, 6 numéros par an (Bourgogne Aujourd'hui) + 3 suppléments (2 Beaujolais Aujourd’hui et 1 Crémants de France).
Ce magazine est tiré en moyenne à 40 000 exemplaire par parution et diffusé dans le monde en kiosques et maisons de la presse.
Le magazine compte 5 000 abonnés et comporte une communauté sociale de 20 000 personnes.[réf. nécessaire]